# Христо Христозов
Христо Христозов е бивш български футболист, защитник. Играл е за Берое и Хасково. В А група има 43 мача и 3 гола. Четвъртфиналист за купата на страната през 1995 г. с Берое.

## Статистика по сезони
- Берое – 1992/93 – А група, 6 мача/0 гола
- Берое – 1993/94 – А група, 14/1
- Берое – 1994/95 – А група, 23/2
- Берое – 1995/96 – Б група, 35/2
- Берое – 1996/97 – В група, 27/3
- Берое – 1997/98 – В група, 29/4
- Берое – 1998/99 – В група, 30/6
- Берое – 1999/ес. - Б група, 10/0
- Хасково – 1999/00 – Б група, 17/1
- Хасково – 2001/пр. - Б група, 8/0